# Wideografia Christiny Aguilery

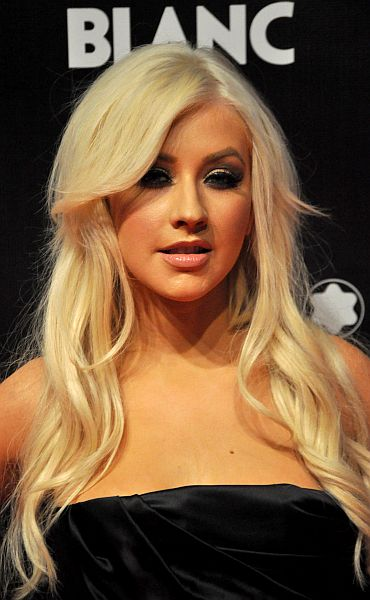
Christina Aguilera w 2010 roku.

Christina Aguilera ma w swoim dorobku kilkadziesiąt wideoklipów muzycznych; trzy z nich współreżyserowała.
Jako aktorka pojawiła się w blisko dziesięciu produkcjach, a w filmie muzycznym Burleska (2010) grała główną rolę.

## Lista wideoklipów
| Utwór                                   | Rok  | Wykonawca spółuczestniczący         | Reżyseria                             | Przypis       |
| --------------------------------------- | ---- | ----------------------------------- | ------------------------------------- | ------------- |
| „All I Wanna Do”                        | 1997 | Keizo Nakanishi                     | Gregg Araki                           | [ 1 ] [ 2 ]   |
| „Reflection”                            | 1998 | –                                   | Tony Bancroft                         | [ 3 ]         |
| „Genie in a Bottle”                     | 1999 | –                                   | Diane Martel                          | [ 4 ]         |
| „What a Girl Wants”                     | 1999 | –                                   | Diane Martel                          | [ 4 ]         |
| „The Christmas Song”                    | 1999 | –                                   | Doug Biro, Clare Davies               | [ 2 ]         |
| „I Turn to You”                         | 2000 | –                                   | Rupert C. Almont                      | [ 5 ]         |
| „Come on Over Baby (All I Want Is You)” | 2000 | –                                   | Paul Hunter                           | [ 6 ]         |
| „So Emotional”                          | 2000 | –                                   | –                                     | [ 7 ]         |
| „When You Put Your Hands on Me”         | 2000 | –                                   | –                                     | [ 8 ]         |
| „Genio atrapado”                        | 2000 | –                                   | Diane Martel                          | [ 6 ]         |
| „Por siempre tú”                        | 2000 | –                                   | Rupert C. Almont                      | [ 9 ]         |
| „Ven conmigo (Solamente tú)”            | 2000 | –                                   | Paul Hunter, Lorin Finkelstein        | [ 6 ]         |
| „Pero me acuerdo de ti”                 | 2000 | –                                   | Kevin G. Bray                         | [ 10 ]        |
| „Christmas Time”                        | 2000 | Lil’ Bow Wow                        | Lawrence Jordan                       | [ 2 ]         |
| „Nobody Wants to Be Lonely”             | 2001 | Ricky Martin                        | Wayne Isham                           | [ 11 ]        |
| „Falsas esperanzas”                     | 2001 | –                                   | Lawrence Jordan                       | [ 2 ]         |
| „Lady Marmalade”                        | 2001 | Mýa, Lil’ Kim, Pink, Missy Elliott  | Paul Hunter                           | [ 12 ]        |
| „What's Going On”                       | 2001 | Artists Against AIDS Worldwide      | Jake Scott                            | [ 2 ]         |
| „El último adiós (The Last Goodbye)”    | 2001 | różni artyści                       | –                                     | [ 2 ]         |
| „Dirrty”                                | 2002 | Redman                              | David LaChapelle                      | [ 13 ]        |
| „Beautiful”                             | 2002 | –                                   | Jonas Åkerlund                        | [ 14 ]        |
| „Fighter”                               | 2003 | –                                   | Floria Sigismondi                     | [ 15 ]        |
| „Can’t Hold Us Down”                    | 2003 | Lil’ Kim                            | David LaChapelle                      | [ 16 ]        |
| „The Voice Within”                      | 2003 | –                                   | David LaChapelle                      | [ 17 ]        |
| „Car Wash”                              | 2004 | Missy Elliott                       | Rich Newey                            | [ 18 ]        |
| „Tilt Ya Head Back”                     | 2004 | Nelly                               | Little X                              | [ 19 ]        |
| „Ain’t No Other Man”                    | 2006 | –                                   | Bryan Barber                          | [ 20 ]        |
| „Hurt”                                  | 2006 | –                                   | Floria Sigismondi, Christina Aguilera | [ 21 ]        |
| „Tell Me”                               | 2006 | Diddy                               | Erik White                            | [ 22 ]        |
| „Candyman”                              | 2007 | –                                   | Matthew Rolston, Christina Aguilera   | [ 23 ]        |
| „Oh Mother”                             | 2007 | –                                   | –                                     | [ 2 ]         |
| „Save Me from Myself”                   | 2008 | –                                   | Paul Korver                           | [ 24 ]        |
| „Keeps Gettin' Better”                  | 2008 | –                                   | Peter Berg                            | [ 25 ]        |
| „Not Myself Tonight”                    | 2010 | –                                   | Hype Williams                         | [ 26 ]        |
| „You Lost Me”                           | 2010 | –                                   | Anthony Mandler                       | [ 27 ]        |
| „Moves like Jagger”                     | 2011 | Maroon 5                            | Jonas Åkerlund                        | [ 28 ]        |
| „Your Body”                             | 2012 | –                                   | Melina Matsoukas                      | [ 29 ]        |
| „Feel This Moment”                      | 2013 | Pitbull                             | David Rousseau                        | [ 30 ]        |
| „Hoy tengo ganas de ti”                 | 2013 | Alejandro Fernández                 | Simón Brand                           | [ 31 ]        |
| „Let There Be Love”                     | 2013 | –                                   | –                                     | [ 32 ]        |
| „Say Something”                         | 2013 | A Great Big World                   | Christopher Sims                      | [ 33 ]        |
| „Telepathy”                             | 2016 | Nile Rodgers                        | Hannah Lux Davis                      | [ 34 ]        |
| „Accelerate”                            | 2018 | Ty Dolla $ign, 2 Chainz             | Zoey Grossman                         | [ 35 ]        |
| „Fall in Line”                          | 2018 | Demi Lovato                         | Luke Gilford                          | [ 36 ]        |
| „Fall on Me”                            | 2020 | A Great Big World                   | Se Oh                                 | [ 37 ]        |
| „Loyal Brave True”                      | 2020 | –                                   | Niki Caro                             | [ 38 ] [ 39 ] |
| „El mejor guerrero”                     | 2020 | –                                   | Niki Caro                             | [ 40 ]        |
| „Reflection”                            | 2020 | –                                   | Niki Caro                             |               |
| „Pa mis muchachas”                      | 2021 | Becky G, Nicki Nicole, Nathy Peluso | Alexandre Moors                       |               |
| „Somos nada”                            | 2021 | –                                   | Alexandre Moors                       |               |
| „Santo”                                 | 2022 | Ozuna                               | Nuno Gomes                            |               |
| „Santo” (wersja alternatywna)           | 2022 | Ozuna                               | Nuno Gomes                            |               |
| „La Reina”                              | 2022 | –                                   | Nuno Gomes                            |               |
| „Suéltame”                              | 2022 | Tini                                | Ana Lily Amirpour                     |               |
| „No es que te extrañe”                  | 2022 | –                                   | Christina Aguilera, Mike Ho           |               |
| „Beautiful”                             | 2022 | –                                   | Fiona Jane Burgess                    | [ 41 ]        |

### Nieoficjalne/pozostałe
| Utwór                              | Rok  | Reżyseria              | Uwagi | Przypis                     |
| ---------------------------------- | ---- | ---------------------- | --- | --------------------------- |
| „Walk Away”                        | 2003 | Julia Knowles          | • Materiał nakręcony podczas trasy koncertowej Stripped World Tour. | [ 42 ]                      |
| „Infatuation”                      | 2004 | Julia Knowles          | • Materiał pochodzący z koncertowego albumu DVD Stripped Live in the UK. • Emitowany w wybranych krajach latynoskich.                                                                  | [ 43 ]                      |
| „Slow Down Baby”                   | 2007 | –                      | • Materiał nakręcony podczas światowego tournée Back to Basics Tour. • Emitowany wyłącznie przez telewizję australijską.                                                               | [ 44 ]                      |
| „Woohoo” (feat. Nicki Minaj)       | 2010 | Stevie Boi             | • Anulowany i nigdy nieukończony. Nieopublikowany. | [ 45 ] [ 46 ] [ 47 ] [ 48 ] |
| „Castle Walls” (feat. T.I.)        | 2010 | –                      | • Nieopublikowany. Udostępniono wyłącznie jego fragmenty. | [ 49 ] [ 50 ]               |
| „Change”                           | 2016 | –                      | • Wideoklip tekstowy (lyric video), wzbogacony o ujęcia śpiewającej Aguilery. | [ 51 ]                      |
| „Twice”                            | 2018 | –                      | • Nie tyle teledysk, co muzyczna wizualizacja, powstała z inicjatywy Aguilery. • Materiał wzbogacony jest o ujęcia Aguilery.                                                           | [ 52 ] [ 53 ]               |
| „Fall in Line” (feat. Demi Lovato) | 2018 | –                      | • Wideoklip tekstowy, o feministycznym tonie. • Przedstawia kobiety, ich twarze i sylwetki. Słowa refrenu śpiewane są przez żeńskie usta.                                              | [ 54 ] [ 55 ]               |
| „Like I Do” (feat. GoldLink)       | 2018 | Ece Gürlü, KIT Walters | • Wideoklip tekstowy. • Przedstawia pojedynek taneczny w wykonaniu rozerotyzowanej pary.                                                                                               | [ 56 ] [ 57 ]               |
| „Wonderland”                       | 2018 | –                      | • Muzyczna wizualizacja, zamieszczona przez Aguilerę w social mediach. • Jest tłem dla utworu, którego nigdy nie opublikowano w pełnej wersji studyjnej.                               | [ 58 ] [ 59 ]               |
| „Haunted Heart”                    | 2019 | –                      | • Wideoklip tekstowy, wzbogacony o ujęcia Aguilery w studiu nagraniowym. • Zawiera sceny z filmu animowanego Rodzina Addamsów (2019).                                                  | [ 60 ]                      |
| „Cuando me dé la gana”             | 2022 | –                      | • Wideoklip do niesinglowego utworu z albumu Aguilera. • Choć ukończony, nie ukazał się w całości. • Jesienią 2022 roku Aguilera udostępniła jednominutowy fragment teledysku w sieci. | [ 61 ]                      |

## Filmografia
| Film                                            | Rok  | Reżyseria                                  | Postać                            | Uwagi             | Przypis       |
| ----------------------------------------------- | ---- | ------------------------------------------ | --------------------------------- | ----------------- | ------------- |
| Rybki z ferajny (Shark Tale)                    | 2004 | Vicky Jenson, Bibo Bergeron, Rob Letterman | meduza Christina                  | rola głosowa      | [ 62 ]        |
| Rolling Stones w blasku świateł (Shine a Light) | 2008 | Martin Scorsese                            | ona sama                          | film dokumentalny | [ 63 ]        |
| Idol z piekła rodem (Get Him to the Greek)      | 2010 | Nicholas Stoller                           | ona sama                          | rola cameo        | [ 64 ] [ 65 ] |
| Burleska (Burlesque)                            | 2010 | Steve Antin                                | Alice Marilyn „Ali” Rose          | rola główna       | [ 66 ]        |
| Casa de mi padre                                | 2012 | Matt Piedmont                              | śpiewające usta na początku filmu | rola cameo        | [ 67 ] [ 68 ] |
| Pitch Perfect 2                                 | 2015 | Elizabeth Banks                            | ona sama                          | rola cameo        | [ 69 ] [ 70 ] |
| Emotki. Film (The Emoji Movie)                  | 2017 | Tony Leondis                               | Akiko Glitter                     | rola głosowa      | [ 71 ]        |
| Kochanek idealny (Zoe)                          | 2018 | Drake Doremus                              | Jewels                            | rola drugoplanowa | [ 72 ]        |
| Dusza towarzystwa (Life of the Party)           | 2018 | Ben Falcone                                | ona sama                          | rola cameo        | [ 73 ] [ 74 ] |